# Lophocampa luxa
Lophocampa luxa är en fjärilsart som beskrevs av Augustus Radcliffe Grote 1866. Lophocampa luxa ingår i släktet Lophocampa och familjen björnspinnare. Inga underarter finns listade i Catalogue of Life.